# Suuri-Horkka
Suuri-Horkka är en ö i Finland. Den ligger i sjön Haukivesi och i kommunen Rantasalmi i den ekonomiska regionen  Nyslotts ekonomiska region  och landskapet Södra Savolax, i den sydöstra delen av landet, 290 km nordost om huvudstaden Helsingfors. Öns area är 38,9 hektar och dess största längd är 1,2 kilometer i öst-västlig riktning.